# تعرض به حریم خصوصی (آلبوم)
تعرض به حریم خصوصی (به انگلیسی: Invasion of Privacy) اولین آلبوم استودیویی رپر آمریکایی، کاردی بی می‌باشد. این آلبوم در ۶ آوریل ۲۰۱۹ توسط آتلانتیک رکوردز منتشر گردید. این اثر در درجه اول، یک ضبط هیپ هاپ، همچنین شامل ترپ، لاتین و آراندبی می‌باشد. آلبوم به همراهی تهیه‌کنندگانی همچون بنی بلانکو و فرانک دوکس تهیه و تولید شد، همچنین شامل آوازهای هنرمندان میهمانی همچون میگوس، کلانی، سزا، جی بالوین و بد بانی می‌باشد.
تعرض به حریم خصوصی با تحسین منتقدان روبرو شد و بسیاری از نشریه‌های موسیقی آلبوم را در بین فهرست بهترین آلبوم‌های سال قرار داده‌اند. رولینگ استون و تایم آن را در رتبه یک آلبوم سال قرار داده‌اند. همچنین این آلبوم در چندین نشریه در بین بهترین آلبوم‌های دهه ۲۰۱۰ قرار داده شده‌است. این اثر توانست جایزه بهترین آلبوم رپ را از شصت و یکمین مراسم جایزه گرمی بدست بیاورد.

## فهرست ترانه
اعتبارهای اقتباس شده از تیدال.
| شماره      | نام                   | مدت   |
| ---------- | --------------------- | ----- |
| ۱.         | «۱۰ بلند شو»          | ۳:۵۱  |
| ۲.         | «قطره»                | ۴:۲۳  |
| ۳.         | «سر مرغ»              | ۳:۰۱  |
| ۴.         | «بداک زرد»            | ۳:۴۳  |
| ۵.         | «مراقب باش»           | ۳:۳۰  |
| ۶.         | «بهترین زندگی»        | ۴:۴۴  |
| ۷.         | «من این را دوست دارم» | ۴:۱۳  |
| ۸.         | «حلقه»                | ۲:۵۷  |
| ۹.         | «کیف پول»             | ۳:۴۹  |
| ۱۰.        | «بارتی کاردی»         | ۳:۴۴  |
| ۱۱.        | «او بد است»           | ۳:۵۰  |
| ۱۲.        | «از طریق تلفنت»       | ۳:۰۸  |
| ۱۳.        | «انجام می‌دهم»         | ۳:۲۰  |
| مجموع مدت: | مجموع مدت:            | ۴۸:۱۳ |